# Акчурин, Расим Сулейманович
Расим Сулейманович Акчу́рин (род. 24 декабря 1931, Зангиата, Узбекская ССР) — советский военачальник.  Командующий зенитными ракетными войсками Войск ПВО (1985—1992), генерал-полковник (17.02.1990).
Родной брат кардиохирурга академика Рената Акчурина (1946—2024).

## Биография
Родился 24 декабря 1931 года в посёлке Зангиата (ныне — Зангиатинского района Ташкентской области Узбекистана) в семье педагогических работников. Татарин. С 1933 года жил в Андижане, по новому месту работы родителей. Там окончил среднюю школу в 1949 году. С 1949 года учился в Ленинградском политехническом институте имени М. И. Калинина.
После окончания второго курса института в 1951 году призван в Советскую Армию и направлен на учёбу. Окончил 3-е Балтийское зенитное артиллерийское училище войск ПВО в 1954 году (город Алуксне Латвийской ССР). С 1954 года служил командиром взвода в 30-м отдельном корпусе ПВО Туркестанского военного округа (пос. Майли-Сай в Киргизской ССР), с 1957 года командовал батареей (дислоцировалась в Ташкентской области), затем — дивизионом зенитных ракетных комплексов С-75.
В 1970 году окончил Военную командную академию противовоздушной обороны. С 1970 года служил в Московском округе ПВО: командир 291-го зенитного ракетного полка (город Нея Костромской области), с 1973 — начальник зенитных ракетных войск 16-го корпуса ПВО (город Горький), с 1974 — заместитель командира и с 1982 года — командир 3-го корпуса ПВО (Ярославль, одновременно — начальник Ярославльского гарнизона), с 1982 — командующий зенитными ракетными войсками Московского округа ПВО. 
С 1985 года — командующий зенитными ракетными войсками Войск ПВО. 
В 1992 году уволен в запас по возрасту.
Живёт в Москве. С 1993 года — консультант Российского центра конверсии аэрокосмического комплекса. С 1996 года — консультант административного отдела аппарата Правительства Российской Федерации. С января 1999 года — начальник отдела военно-патриотического воспитания Российского государственного историко-культурного центра при Правительстве Российской Федерации. С августа 1999 года — директор Центр по военно-патриотическому и гражданскому воспитанию Департамента образования города Москвы.
Активно занимается общественной работой. С 1999 года — Председатель Совета Региональной татарской национально-культурной автономии города Москвы, с 2014 года — Почётный председатель. Также является первым заместителем председателя Московского городского совета ветеранов.

## Награды
- Орден Красного Знамени
- Орден «За службу Родине в Вооружённых Силах СССР» 2 и 3 степеней
- Медаль Жукова
- Медаль «300 лет Российскому флоту»
- Медаль «За укрепление боевого содружества»
- Юбилейная медаль «За воинскую доблесть. В ознаменование 100-летия со дня рождения В. И. Ленина»
- Юбилейная медаль «Двадцать лет Победы в Великой Отечественной войне 1941—1945 гг.»
- Медаль «Ветеран Вооружённых Сил СССР»
- Медаль «За укрепление боевого содружества»
- Юбилейная медаль «40 лет Вооружённых Сил СССР»
- Юбилейная медаль «50 лет Вооружённых Сил СССР»
- Юбилейная медаль «60 лет Вооружённых Сил СССР»
- Юбилейная медаль «70 лет Вооружённых Сил СССР»
- Медаль «За безупречную службу» 1, 2 и 3 степеней
- Медаль «30-я годовщина Революционных Вооружённых сил Кубы» (Куба, 24.11.1986[1])
- Орден «Дуслык» (Татарстан, 2021)[2].
- Медаль ордена «За заслуги перед Республикой Татарстан» (2016 год)[3].